# Virtsu (Alatskivi)
Virtsu est un village de la commune de Alatskivi du comté de Tartu en Estonie .
Au 31 décembre 2011, il compte 9 habitants.